# NGC 7342
NGC 7342 (również PGC 69374 lub UGC 12126) – galaktyka spiralna z poprzeczką (SBa), znajdująca się w gwiazdozbiorze Pegaza. Odkrył ją Édouard Jean-Marie Stephan 11 września 1872 roku.
W galaktyce tej zaobserwowano supernową SN 2010ii.